# 180. længdekreds
Den 180. længdekreds eller antimeridianen er den længdekreds, som ligger 180° øst og vest for Nulmeridianen, der går gennem observatoriet i Greenwich. Den 180. længdekreds er grundlag for Datolinjen, fordi den på store strækninger går gennem åbent vand i Stillehavet. Længdekredsen går dog også gennem Sibirien, Fiji og Antarktis.
Fra Nordpolen og mod syd til Sydpolen, går den 180. længdekreds gennem:
| Koordinater (cirka)                  | Land, territorium eller hav | Noter |
| ------------------------------------ | --------------------------- | --- |
| 90°0′N 180°0′Ø / 90.000°N 180.000°Ø  | Ishavet                     | |
| 71°32′N 180°0′Ø / 71.533°N 180.000°Ø | Rusland                     | Wrangeløen |
| 70°58′N 180°0′Ø / 70.967°N 180.000°Ø | Tjuktjerhavet               | |
| 68°59′N 180°0′Ø / 68.983°N 180.000°Ø | Rusland                     | Tjukotka |
| 65°02′N 180°0′Ø / 65.033°N 180.000°Ø | Beringshavet                | |
| 52°0′N 180°0′Ø / 52.000°N 180.000°Ø  | Amchitka Pass               | Lige øst for Semisopochnoi Island, Alaska, USA (51°57′N 179°47′Ø / 51.950°N 179.783°Ø) |
| 51°0′N 180°0′Ø / 51.000°N 180.000°Ø  | Stillehavet                 | Lige øst for Nukulaelae-atollen, Tuvalu (9°25′S 179°52′Ø / 9.417°S 179.867°Ø) · Lige vest for øen Cikobia, Fiji (15°43′S 179°59′V / 15.717°S 179.983°V)                                                              |
| 16°9′S 180°0′Ø / 16.150°S 180.000°Ø  | Fiji                        | Øerne Vanua Levu, Rabi og Taveuni |
| 16°59′S 180°0′Ø / 16.983°S 180.000°Ø | Stillehavet                 | Lige øst for øen Moala, Fiji (18°33′S 179°57′Ø / 18.550°S 179.950°Ø) · Lige vest for øen Totoya, Fiji (19°0′S 179°52′V / 19.000°S 179.867°V) · Lige øst for øen Matuku, Fiji (19°10′S 179°47′Ø / 19.167°S 179.783°Ø) |
| 60°0′S 180°0′Ø / 60.000°S 180.000°Ø  | Sydlige Ishav               | |
| 78°13′S 180°0′Ø / 78.217°S 180.000°Ø | Antarktis                   | Ross Dependency, territorialkrav af New Zealand |
Længdekredsen passerer også mellem (men ikke særligt nær):
- Gilbert Islands og Phoenix Islands i  Kiribati;
- Nordøen og Kermadec Islands i  New Zealand;
- Bounty-øerne og Chatham-øerne i  New Zealand.